# Unlinger Reiter

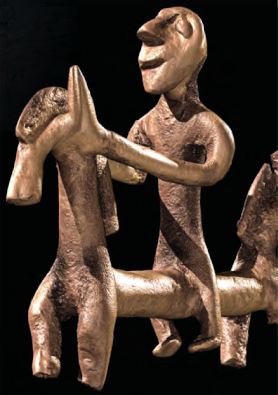
Computertomografische Darstellung des Unlinger Reiters

Der sogenannte „Unlinger Reiter“ ist ein hallstattzeitliches Bronzefigürchen von überregionaler Bedeutung. Es handelt sich um die bislang älteste Reiterdarstellung im süddeutschen Raum, die auf dem Gebiet der Hallstattkultur bisher einzigartig ist. Im Sommer 2016 kam die Statuette als bedeutendster Fund im Zuge von Rettungsgrabungen nahe der oberschwäbischen Gemeinde Unlingen 3,5 km nordnordwestlich des Berges Bussen (Landkreis Biberach) aus einem frühkeltischen Wagengrab zum Vorschein.

## Geschichte

### Beschreibung und Datierung
Die recht gut erhaltene Bronzestatuette ist 9,2 cm lang, 7,8 cm hoch und 69,5 g schwer. Sie stellt einen Reiter oder eine Reiterin in stehender Haltung auf einem doppelköpfigen Pferd dar. Das Objekt wurde in verlorener Form in einem Stück gegossen und dann kalt überarbeitet. Die Bruchkanten an den unvollständigen Beinen des Tieres lassen erkennen, dass die Figur ursprünglich an einem anderen Objekt befestigt war. Vielleicht diente sie als Fußteil eines Bronzegefäßes oder war Zierrat eines bronzenen Deckels, Möbels, Wagens oder Jochs. Anhand der weiteren Grabbeigaben aus Bronze und Keramik lässt sich die Plastik in die Stufe Hallstatt C datieren, also etwa in den Zeitraum des 8.–7. Jahrhunderts v. Chr. Aus dieser Zeit sind nur wenig figürliche Darstellungen bekannt. Mangels vergleichbarer Funde ist daher die Herkunft des Stückes noch nicht eindeutig gesichert. Aufgrund der Gestaltung könnte es sich um das Werk eines einheimischen Künstlers handeln, der vermutlich von Vorbildern in Ober- oder Mittelitalien inspiriert wurde. Dazu sind weitere Forschungen nötig.

### Fundgeschichte
Die bedeutende keltische Siedlung Heuneburg an der oberen Donau und ihr Umfeld sind seit vielen Jahren ein Schwerpunkt archäologischer Forschungen des Landesamtes für Denkmalpflege Baden-Württemberg (LAD). Es führte in dieser Region im Sommer 2016 nach Prospektionsarbeiten eine etwa einmonatige Rettungsgrabung im Zuge des Neubaus einer Trasse der Bundesstraße 311 durch.
Das kleine Grabhügelfeld der Hallstattzeit (Ha C/Ha D, 8.–5. Jahrhundert v. Chr.) am Rand der Donauniederung (Bereich „Tiefes Feld“) war schon sehr verflacht und durch landwirtschaftliche Nutzung bereits stark zerstört. Archäologisch untersucht wurden drei in der zukünftigen Straßentrasse liegende Grabhügel. Davon erwiesen sich zwei als antik beraubt. Überraschenderweise kamen trotzdem in zwei der drei untersuchten Grabhügel mit ihren insgesamt fünf Bestattungen ungewöhnliche Funde zu Tage.
Das Grabungsteam unter der Leitung von Marcus G. Meyer (LAD) entdeckte im nicht beraubten Hügel 1 neben den Überresten einer weiblichen Körperbestattung zwei Schläfenringe aus einer Gold-Silberlegierung, ungewöhnlich große und auch kleine Kugeln aus Gagat sowie Bronzeschmuck. Diese Objekte sprechen für eine Datierung in die späte Hallstattzeit (Ha D3). Der sehr komplexe Befund wurde im Block geborgen. Darunter befand sich eine weitere, besser erhaltene Körperbestattung, deren Beigaben, zum Beispiel ein bronzenes Gürtelblech und Glasperlenschmuck, auf eine weitere weibliche Person schließen lassen. Zudem gab es Hinweise auf weitere Bestattungen.
Die aufsehenerregende Reiterfigur stammte aus Hügel 3. Obwohl beraubt, enthielt die Grabkammer noch weitere außergewöhnliche Beigaben, darunter bronzene Hängebleche eines Wagenschmucks, ein verziertes Joch und zerbrochene Keramikgefäße. Außerdem gab es noch eine unberaubte Frauenbestattung mit zahlreichen Schmuckbeigaben. Wegen des guten Erhaltungszustandes wurde auch hier eine Blockbergung vorgenommen.
Im ebenfalls beraubten größten Hügel 2 fanden sich lediglich sechs zerdrückte, aber im Wesentlichen vollständige Keramikgefäße, darunter drei Kegelhalsgefäße und drei Trinkschalen, die wahrscheinlich in die ältere Hallstattzeit datieren (Ha C/D 1).

### Erkenntnisse aus den Blockbergungen
Die erwähnten Blockbergungen wurden in der Restaurierungswerkstatt des LAD in Tübingen unter Einsatz von Röntgen- und computertomografischen Verfahren untersucht und freigelegt. Aus dem geborgenen Frauengrab von Hügel 1 kamen zwei weitere Schläfenringe zum Vorschein. Die polierten Gagatkugeln erwiesen sich als Köpfe von Haarnadeln, deren Schäfte aus Eisen bestanden. Außerdem wurden u. a. Fragmente eines großen runden Ringes aus Bronze, möglicherweise ein Leibring, ein schlecht erhaltenes Gürtelblech und bronzene Armringe gefunden. Die wenigen erhaltenen Knochen und Zahnreste der Bestattung deuten auf eine 20–25 Jahre alte Frau hin.
Aus Hügel 3 stammen zu einem Wagen gehörende Metallteile wie Eisenbeschläge von Rädern und zahlreiche, nur bis zu 7 mm lange Bronzenägel mit dreieckiger Kopfplatte. Letztere dienten wahrscheinlich als Zierelemente in einem Joch. Erst im Zuge der Freilegung der Nachbestattung aus Hügel 3 zeigte sich, dass die vermutlich 20–25-jährige Frau mit sehr vielen Beigaben bestattet worden war. Neben kleineren Textil- und Holzresten fanden sich beispielsweise bronzene Haarnadeln, kleine Ringe aus Bronze und Glas, die Teile eines Halsschmucks waren, Paukenfibeln, ein punzverziertes Gürtelblech, Armreifen aus Bronze, Armbänder aus Gagatperlen und Fußringe aus Bronze. Zudem stach eine zweifarbige 3,2 cm große sog. Kompolje-Glasperle hervor, die wohl aus dem Mittelmeerraum importiert wurde. Der Erhaltungszustand der Objekte war höchst unterschiedlich. Anhand der Fibeln lässt sich das Grab in die späte Hallstattzeit (Ha D2) datieren.

### Historische Einordnung
Die Durchmesser der Grabhügel (zwischen 16 m und 31 m), die überdurchschnittlich großen, einst mit hölzernen Balken errichteten Grabkammern (z. B. 6 m × 5,6 m in Hügel 1) und die außergewöhnlichen Grabbeigaben (Wagengrab) belegen, dass die dort bestatteten Personen einer lokalen Oberschicht angehörten, die hier schon vor der Gründung des etwa 11 km entfernten Keltensitzes der Heuneburg lebte. Somit stellt sich die Frage, ob nicht im 8. Jahrhundert. v. Chr. und in der 1. Hälfte des 7. Jahrhunderts. v. Chr. der Bussen und sein Umfeld das damalige überregionale keltische Machtzentrum gewesen sein könnte. Allerdings wurden weitere Gräber sowie eine zugehörige Siedlung bisher noch nicht entdeckt, auch nicht auf dem Berg Bussen.
Ob und welche Beziehungen der Bestatteten zu den Bewohnern der Heuneburg (Beginn der Besiedlung um 620 v. Chr.) bestanden, wird im Rahmen des von der Deutschen Forschungsgemeinschaft (DFG) geförderten Langzeitprojektes des LAD „Besiedlungs- und Kulturlandschaftsentwicklung im Umfeld der Heuneburg während der Hallstatt- und Frühlatènezeit“ derzeit weiter erforscht.

### Ausstellungsgeschichte
Der Unlinger Reiter und weitere restaurierte Grabbeigaben aus der Rettungsgrabung wurden in einer Erstpräsentation vom 14. Mai 2017 bis 28. Oktober 2018 in einer Sonderausstellung „Der Unlinger Reiter: Kelten, Pferde, Wagenlenker“ im Keltenmuseum Heuneburg und im Freilichtmuseum Heuneburg-Pyrene gezeigt.
Der Unlinger Reiter (Reiterle) wurde anlässlich des Europäischen Kulturerbejahres 2018 in der Ausstellung „Bewegte Zeiten. Archäologie in Deutschland“  im Gropiusbau in Berlin präsentiert.
Im Keltenmuseum Hochdorf war die Sonderausstellung unter dem Titel „Der Unlinger Reiter: Kelten, Reiter, Wagenfahrer“ vom 27. Februar bis 28. Juli 2019 zu sehen.